# Уккі Вяйнямьойнен
Уккі Вяйнямьойнен (фін. Ukki Väinämöinen; при народженні рос. Василий Леонтьевич Сидоров; відомий також як Василь Левонен (рос. Василий Левонен); нар.1855—пом.1942) — карельський та фінський громадський діяч. У 1921 році очолив Карельське повстання проти Радянської Росії. Формально стояв на чолі повстанських сил протягом Карельського повстання.

## Життєпис
Василь Леонтійович Сидоров (у Фінляндії більш відомий як Василь Левонен) народився в Біломорській Карелії, в селі Тунгуда в 1855 році. Під час Російсько-Турецької війни 1877—1878 років бився в лавах російсько-фінських частин.

## Антирадянське повстання
Левон здобув широку популярність як лідер «лісових партизан» (фін. «metsäsissit») — карельської націоналістичної партизанської організації, що сформувалася в пізні роки Громадянської війни в Росії на території заснованої більшовиками Карельської трудової комуни. Він був обраний для виконання цього завдання, тому що був непримиренним противником більшовизму, ревним християнином і переконаним антикомуністом. Крім того, він користувався великою популярністю серед карел. Левон був невисокий, кремезний і мав довгу бороду, нагадуючи карельським селянам билинного героя карельського епосу «Калевала» — богатиря Вяйнямьойнена. Так з'явився його псевдонім — Дідусь (фін. Ukki) Вяйнямьойнен.
До кінця грудня 1921-го повстанські сили на чолі з Дідусем Вяйнямьойненом, підтримувані фінськими добровольцями, контролювали значну частину Північно-Східної Карелії, і лише тоді радянське керівництво ухвалило рішення про утворення Карельського фронту на чолі з А. І. Седякіним, куди було перекинуто ряд підрозділів РСЧА чисельністю до 20 тисяч чоловік. До середини лютого 1922 року, коли червоними був зайнятий останній оплот повстанців — село Ухта — опір карело-фінів було остаточно зламано. Близько 30 тисяч карельських біженців, серед яких був і Василь Левон, пішли до Фінляндії.
Незабаром після втечі до Фінляндії Дідусь Вяйнямьойнен втратив зір. Протягом 20 років він жив, бувши сліпим. Помер Левонен в 1942 році.